# Magomied Isagadżyjew
Magomied Asadułajewicz Isagadżyjew (ros. Магомед Асадуллаевич Исагаджиев; ur. 3 października 1979) – rosyjski zapaśnik walczący w stylu wolnym. Wicemistrz świata w 2002. Brązowy medalista mistrzostw Europy w 2002. Mistrz Rosji w 2002 roku.